# Vähä-Räyrinki
Vähä-Räyrinki är en sjö i kommunen Alajärvi i landskapet Södra Österbotten i Finland. Sjön ligger 145,4 meter över havet. Den är 1,3 meter djup. Arean är 75 hektar och strandlinjen är 5,09 kilometer lång. Sjön  ingår i Esse å huvudavrinningsområde.   Den ligger omkring 54 kilometer öster om Seinäjoki och omkring 310 kilometer norr om Helsingfors. 